# Oxford (Ohio)
Oxford – miasto w Stanach Zjednoczonych, w południowo-zachodniej części stanu Ohio, około 40 km na północny zachód od Cincinnati. Miasto jest siedzibą Miami University, założonego w 1809 roku, jako pierwsza publiczna uczelnia w Stanach Zjednoczonych.
Liczba mieszkańców w 2000 roku wynosiła 22 018.

## Klimat
Miasto leży w strefie klimatu kontynentalnego, z gorącym latem, należącego według klasyfikacji Köppena do strefy Dfa. Średnia temperatura roczna wynosi 11,1 °C, a opady 906,8 mm (w tym do 51,2 cm opadów śniegu). Średnia temperatura najcieplejszego miesiąca – lipca wynosi 23,9 °C, najzimniejszego – stycznia –1,7 °C, podczas gdy rekordowe temperatury wynoszą odpowiednio 38,9 °C i –26,7 °C.

## Współpraca
Miejscowość partnerska:
- Differdange, Luksemburg